# تموايت
تموايت  هو مصطلح مؤنت أمازيغي من الأطلس المتوسط، يعني حرفيا «المرافقة»، أو «أغنية المسيرة». هو نوع فرعي من الشعر الأمازيغي المغربي الذي يغنى بشكل فردي، حيث أن العاطفة تتمازج بالتناوب بين مشاعر الفرح والمعاناة.